# Notoglanidium
Notoglanidium es un género de peces actinopeterigios de agua dulce, distribuidos por ríos y lagos de África.

## Especies
Existen 9 especies reconocidas en este género:
- Notoglanidium akiri (Risch, 1987)
- Notoglanidium boutchangai (Thys van den Audenaerde, 1965)
- Notoglanidium depierrei (Daget, 1979)
- Notoglanidium macrostoma (Pellegrin, 1909)
- Notoglanidium maculatum (Boulenger, 1916)
- Notoglanidium pallidum Roberts y Stewart, 1976
- Notoglanidium pembetadi Vreven, Ibala Zamba, Mamonekene y Geerinckx, 2013[4]
- Notoglanidium thomasi Boulenger, 1916
- Notoglanidium walkeri Günther, 1903